# Langenwetzendorf
Langenwetzendorf település Németországban, azon belül Türingiában. Lakosainak száma 4050 fő (2023. december 31.). Langenwetzendorf Greiz, Zeulenroda-Triebes és Berga/Elster községekkel határos.

## Népesség
A település népességének változása:
| Lakosok száma | 4196 | 4145 | 4024 | 4058 | 4050 |
|               | 2017 | 2019 | 2021 | 2022 | 2023 |